# Schaubrottisch
Der Tisch für die Schaubrote (hebräisch שֻׁלְחָן schulchan: Tisch) war ein jüdischer Ritualgegenstand. Er wird in der Tora beschrieben und gehörte zum Inventar des Jerusalemer Tempels.

## In der Bibel

### Der Schaubrottisch als Inventar des Mischkan (Stiftshütte)
Zu den rituellen Handlungen: siehe Schaubrote.
Mose erhielt nach biblischer Darstellung auf dem Berg Sinai den Auftrag, ein transportables Heiligtum (Mischkan) zu errichten. Für jeden kultischen Gegenstand wurde ihm einerseits eine Beschreibung gegeben, andererseits ein himmlisches Modell gezeigt. Eines dieser Objekte war ein vergoldeter Tisch aus Akazienholz:
23 Du sollst auch einen Tisch machen aus Akazienholz; zwei Ellen soll seine Länge sein, eine Elle seine Breite und anderthalb Ellen seine Höhe. 24 Und du sollst ihn überziehen mit feinem Gold und einen goldenen Kranz ringsherum machen 25 und eine Leiste ringsherum eine Handbreit hoch und einen goldenen Kranz an der Leiste ringsherum; 26 und du sollst vier goldene Ringe machen an die vier Ecken an seinen vier Füßen. 27 Dicht unter der Leiste sollen die Ringe sein, sodass man Stangen hineintun und den Tisch tragen könne. 28 Und du sollst die Stangen aus Akazienholz machen und sie mit Gold überziehen, dass der Tisch damit getragen werde. 29 Du sollst auch aus feinem Golde seine Schüsseln und Löffel machen, seine Kannen und Schalen, in denen man das Trankopfer darbringe. 30 Und du sollst auf den Tisch Schaubrote legen, die vor meinem Angesicht sind allezeit. (Exodus 25, 23-30, Lutherbibel 2017)

### Der Schaubrottisch im Heiligtum zu Nob
Die archaisch wirkende Erzählung in 1 Sam 21, 2-7 schildert, wie David und seine Begleiter vom Priester Ahimelech mit den Schaubroten gespeist werden, die eigentlich nur Priester essen dürfen: „Da gab ihm der Priester von dem heiligen Brot, weil kein anderes da war als die Schaubrote, die man vor dem HERRN nur hinwegnimmt, um frisches Brot aufzulegen an dem Tage, an dem man das andere wegnimmt.“ (V.7) Von einem Tisch ist hier nicht explizit die Rede, aber es fällt der terminus technicus für das Brotritual im Zeltheiligtum bzw. im Jerusalemer Tempel. In Nob fand diesem Bericht zufolge das gleiche Brotritual statt.

### Der Schaubrottisch im Salomonischen Tempel
Nach 1. Könige 7,48 ließ König Salomo verschiedene kultische Geräte für den Tempel neu anfertigen, darunter war ein goldener Tisch für die Schaubrote.
Die gesamte Einrichtung des Ersten Tempels ging bei der Zerstörung Jerusalems im Juli 586 v. Chr. verloren. Für den Zweiten Tempel wurden die Tempelgeräte neu angefertigt.

### Der Schaubrottisch in exegetischer Sicht
Die Beschreibung der Ritualgegenstände in Exodus 25 wird von den Exegeten einhellig der Priesterschrift zugeordnet. Die Forschung interessiert sich nicht für den Tisch als solchen, sondern für die aufliegenden Brote. „Sie galten als Nahrung, die vor dem Kultbild hingestellt wurde.“ Es handelt sich demzufolge um eine Praxis, die aus Tempeln des Alten Orients, und besonders Babyloniens, gut bekannt ist.
Jedenfalls zeigt der Tanach eine große Distanz zu solchen archaischen Vorstellungen der Kontaktaufnahme mit der Gottheit (z. B. Ps 50 ). In der Septuaginta findet sich sogar eine Erzählung, die entsprechende Glaubensvorstellungen der Babylonier als Priesterbetrug lächerlich macht (Dan 14 ).

## Der Schaubrottisch im Zweiten Tempel

### Literarische Quellen

#### Aristeasbrief
Der anonyme Verfasser des Aristeasbriefs, ein Jude aus Alexandria, erzählte, wie Ptolemaios II. dem Jerusalemer Tempel einen Schaubrottisch stiften wollte, fünfmal so groß wie der vorhandene. Er ließ sich dazu umstimmen, einen Tisch zu stiften mit den Abmessungen des alten, der sich aber durch kunsthandwerkliche Qualität auszeichnen sollte.

#### Septuaginta
Die Septuaginta bietet in Exodus 25, 23-25 eine vom masoretischen Text abweichende Tradition über das Aussehen des Schaubrottisches:
„Und du sollst einen Tisch aus reinem Gold machen, zwei Ellen lang, eine Elle breit und anderthalb Ellen hoch. Und du sollst an ihm ringsherum goldene Profilleisten mit Flechtmuster machen; und du an ihn ringsherum eine handbreite Girlande machen; und du sollst an die Girlande ringsherum eine Profilleiste mit Flechtmuster machen.“
Antiochos IV. Epiphanes plünderte im Jahr 169 v. Chr. den Tempel und „ließ wegnehmen den goldenen Altar, den Leuchter und alle Geräte, die dazugehören, den Tisch, auf dem die Schaubrote lagen...“ (1 Makkabäer 1,21-22). Judas Makkabäus ließ anstelle der verlorenen Tempelgeräte neue anfertigen: „Und sie ließen neue heilige Gefäße machen und brachten den Leuchter, den Räucheraltar und den Tisch in den Tempel.“ (1 Makkabäer 4,49)

#### Flavius Josephus
Wie der Tisch seit der Makkabäerzeit aussah, beschrieb Flavius Josephus aus eigener Anschauung (er gehörte zum Jerusalemer Priesteradel):
Es war ein Tisch „ähnlich dem delphischen, der 2 Ellen lang, eine Elle breit und drei Spannen hoch war. Seine Füße waren von unten auf zur Hälfte fein ausgearbeitet, wie die Dorier sie zu ihren Betten verwenden. Der obere Teil aber nach der Platte zu war vierkantig. Die Platte selbst war an jeder Seite etwa in einer Breite von vier Fingern ausgekehlt und rings von einer oben und unten vorstehenden Leiste umgeben.“ (Antiquitates 3.6.6) Josephus beschreibt auch Ringe an den Füßen des Tisches, durch die hölzerne Stangen geführt werden konnten.
Die Menora, den Schaubrottisch und das Rauchfass hob Josephus unter allen Tempelgeräten als „drei bewunderungswürdige, weltberühmte Kunstwerke“ hervor. Zur Bedeutung des Tischs und der darauf gelegten Brote schrieb er: „die zwölf Brote auf dem Tisch [symbolisieren] den Tierkreis und das Jahr.“ (Bellum 5.5.5)
Mischna

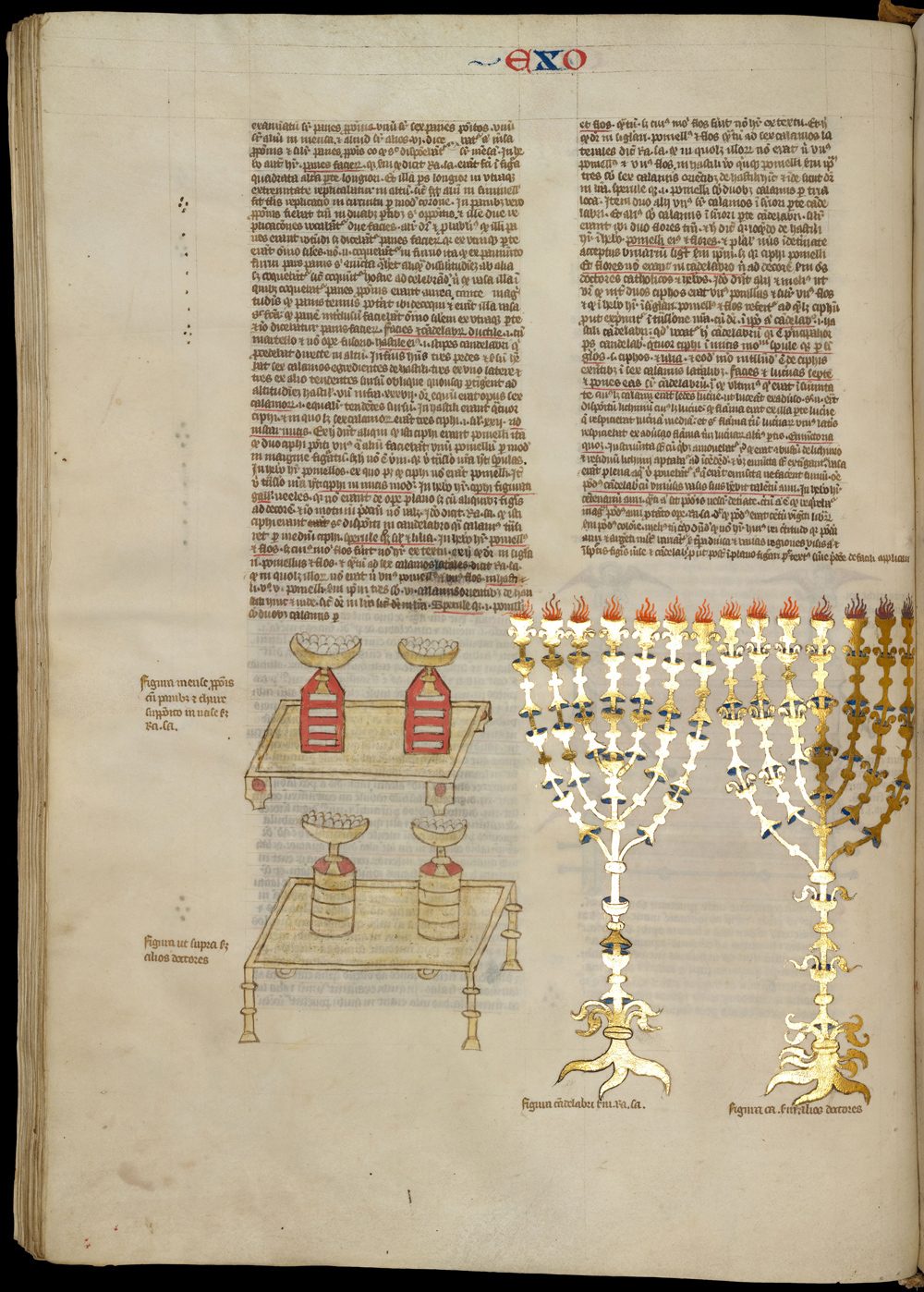
Die Illustration in Nikolaus von Lyras Bibelkommentar zeigt unterschiedliche Interpretationen der Beschreibung von Schaubrottisch und Menora durch Raschi (jüdische Tradition) und „andere Gelehrte“ (christliche Tradition).

Die Maße des Tischs nach den Angaben der Tora waren: 90 cm Länge, 45 cm Breite und 65 cm Höhe. Das ist nicht viel Platz für das Auflegen von zwölf Broten zusammen mit Räucherwerk. Diese Problematik beschäftigte die rabbinische Diskussion (Mischna Tamid, Kapitel XI). Die verschiedenen modernen Rekonstruktionszeichnungen des Schaubrottisches stellen deshalb das Ensemble Tisch, Brote und Räucherwerk zusammen dar und unterscheiden sich in der Art, wie die Gaben auf dem Tisch angeordnet sind.

#### Talmud
Der Tisch für die Schaubrote befand sich (ebenso wie Menora und Räucheraltar) normalerweise im Inneren des Tempels, wo ihn außer den Priestern niemand sehen konnte. An den Pilgerfesten wurden diese heiligen Geräte allerdings im Priestervorhof den Gläubigen präsentiert. Der Tisch wurde dabei sogar hochgehoben, damit er besser zu sehen war:
„Man pflegte ihn hochzuheben und den Festpilgern die aufliegenden Schaubrote zu zeigen und ihnen zu sagen: Sehet die Liebe, mit der euch der Allgegenwärtige liebt, es wird ebenso [frisch] weggenommen, wie es [vor einer Woche] aufgelegt wurde!“ (Chagiga 26b)

### Archäologische Quellen

#### Münzfunde
Eine Jerusalemer Lokalprägung (Pruta) des letzten Hasmonäers Antigonos aus der Sammlung des Israel Museums, geprägt 40–37 v. Chr., zeigt heilige Tempelgeräte: „Vs: Schaubrottisch; Paläo-Hebräisch: Mattityah, der Hohepriester Rs: Menorah; Griechisch: des Königs Anti[gonos].“ Antigonos war der einzige Hasmonäer, der Tempelgeräte auf seinen Münzen darstellen ließ. Das Motiv Schaubrottisch kommt in zwei Varianten vor, jeweils auf der Vorderseite von Münzen, die auf der Rückseite eine Menora zeigen:
1. als Schaubrottisch im Punktekreis, mit der Inschrift Mattityah, der Hohepriester (מתתיה כהן גדל),
2. als Schaubrottisch mit zwei Stapeln von Schaubroten im Punktekreis, mit der gleichen paläohebräischen Inschrift.[6] Die zweite Münzprägung ist recht detailfreudig, man sieht, dass die Schaubrote an den Enden hochgebogen sind, und dass je zwei Tischbeine unten durch eine Zwischenstrebe verbunden sind. Diese Einzelheit passt zur Darstellung des Tischs auf dem Relief des Titusbogens.[7] Auch scheinen die Tischbeine nicht gerade zu sein, sondern sie haben in der Mitte eine kugelartige Verzierung.[8]

Es gab also eine Tradition, die auch durch rabbinische Quellen bestätigt wird, dass Menora und Tisch gemeinsam als Symbole des Jerusalemer Tempels galten. Die Menora wurde zum Symbol des jüdischen Glaubens, der Tisch verschwand dagegen aus der Ikonographie. Warum? Meshorer argumentiert, dass einerseits Menorot in Synagogen Verwendung fanden, Schaubrottische aber nicht. Andererseits habe sich das Judentum ikonographisch vom Christentum distanziert, das einen Tisch mit Broten (Abendmahl) als eines seiner Symbole wählte.

#### Der Schaubrottisch auf dem Titusbogen in Rom

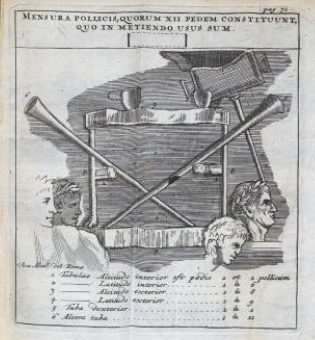
Detail des Beutereliefs im Durchgang des Titusbogens: Schaubrottisch mit zwei Gefäßen und Signaltrompeten, Zustand 1716

Als die Römer Jerusalem im September des Jahres 70 n. Chr. eroberten, brannte der Tempel; verschiedene Tempelgeräte aber, darunter der Tisch für die Schaubrote, wurden von den Soldaten aus dem Gebäude geholt und Titus vorgeführt.

Diese kostbaren Beutestücke präsentierte man auf dem Triumphzug des Titus durch Rom. Auf dem Titusbogen, einem Triumphbogen zur Erinnerung an dieses Ereignis, ist diese Szene dargestellt. Man erkennt rechts neben der Menora den Schaubrottisch, auf dem ein Becher steht. Zwei Tempeltrompeten sind zwischen den Tischbeinen drapiert. Josephus zufolge erregten unter allen Objekten, die auf dem Triumphzug zu sehen waren, zwei beim Publikum besonderes Aufsehen: „ein goldener Tisch im Gewicht von mehreren Talenten und ein gleichfalls goldener Leuchter.“ (Bellum 7.5.5) Er schloss seinen Bericht über den Triumphzug mit der Information, dass man die Tempelgeräte in dem von Vespasian gestifteten Templum Pacis deponierte (Bellum 7.5.7). Das ist die letzte verlässliche historische Nachricht über ihren Verbleib.

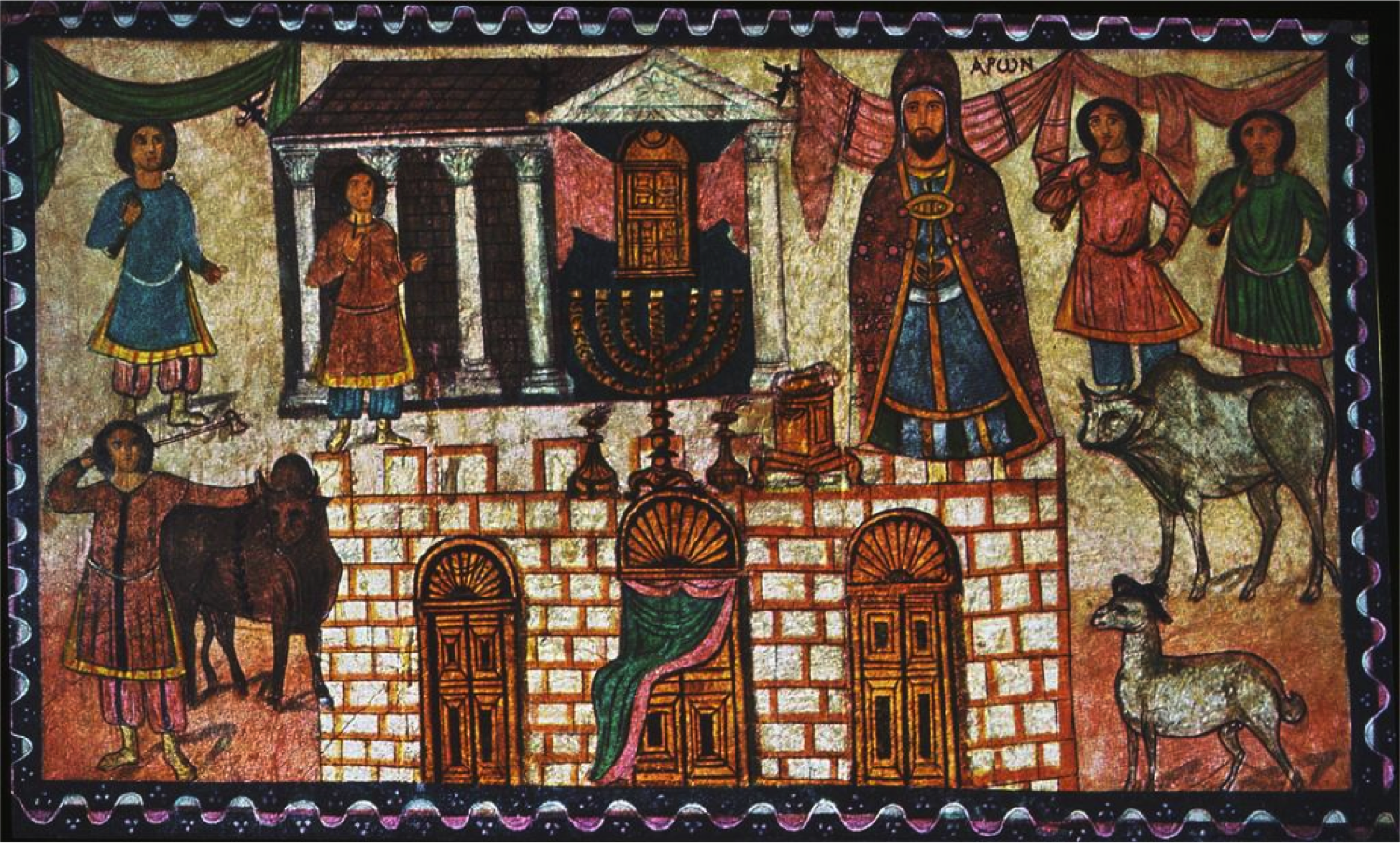
Fresko in der Synagoge von Dura Europos: Aaron als Hohepriester bei der Einweihung des Heiligtums.(Nationalmuseum Damaskus)

#### Synagoge von Dura Europos
Die Synagogenwände waren mit Fresken geschmückt. Ein Panel (ca. 245 n. Chr.) zeigt vorne die Mauer um den Tempelbereich mit drei Zugangstoren, dahinter das Heiligtum, ein Tempel in griechisch-römischem Stil (d. h. der Zweite Tempel, obwohl das Fresko das biblische Zeltheiligtum illustriert), im Inneren ein Schrein (Bundeslade oder Toraschrein?). Vor dem Tempel erkennt man die Menora, zwei Räucheraltäre und den recht kleinen Tisch für die Schaubrote.

## Prokopios über den Verbleib des Schaubrottisches nach der Zerstörung Jerusalems
Prokopios von Caesarea, ein Historiker des 6. Jahrhunderts, schreibt über den Triumphzug des Belisar 534 n. Chr. in Konstantinopel, den er selbst miterlebt haben dürfte, dort seien die „Schätze der Juden“ mitgeführt worden, die Titus nach dem Jüdischen Krieg nach Rom bringen ließ. Ein Mitglied der jüdischen Gemeinde habe sich daraufhin an eine Person aus dem kaiserlichen Umfeld gewandt mit der Bemerkung: „Diese Schätze in den Palast von Byzanz zu bringen halte ich für unklug. Denn sie sollten nur an dem Ort sein, wo Salomo, der einstige König der Juden, sie aufstellen ließ. Ihretwegen konnte Geiserich den Palast der Römer einnehmen und nun die römische Armee die Vandalen schlagen. – Als dies dem Kaiser (Justinian) zu Ohren kam, fürchtete er sich und ließ alles schleunigst zu den Heiligtümern der Christen in Jerusalem bringen.“
Größere Metallobjekte aus der Antike (z. B. Statuen) sind nur sehr selten erhalten geblieben, und wenn, dann wurden sie oft in jüngerer Zeit aus Schiffswracks geborgen. Die Masse der Kunstwerke wurde wegen ihres Materialwerts eingeschmolzen. Das ist auch das wahrscheinliche Schicksal des goldenen Tisches und der anderen Tempelgeräte.

## Antike Quellen
- Bibeltexte: Lutherbibel, revidiert 2017.
- Wolfgang Kraus / Martin Karrer (Hrsg.): Septuaginta Deutsch. Das griechische Alte Testament in deutscher Übersetzung, Stuttgart 2009, ISBN 978-3-438-05122-6.
- Flavius Josephus: Jüdische Altertümer (Antiquitates). übers. Heinrich Clementz, 14. Aufl., Wiesbaden 2002, ISBN 3-921695-19-8.